# Szávai János
Szávai János (Budapest, 1940. január 23. –) magyar irodalomtörténész, kritikus, műfordító, egyetemi tanár. Az összehasonlító irodalomtudomány neves kutatója. Szávai Nándor és Szávainé Demény Magda fia, Szegedi Anikó zongoraművésznő férje.

## Életpályája
A Toldy Ferenc Gimnáziumban érettségizett, majd felvették az Eötvös Loránd Tudományegyetem Bölcsészettudományi Kar magyar–francia szakára, ahol 1963-ban szerzett diplomát. 1965–66-ban posztgraduális tanulmányokat folytatott a Genfi Egyetemen. 1968-ban szerzett bölcsészdoktori címet. 1963 és 1965 között általános iskolai, 1966 és 1969 között középiskolai tanárként dolgozott. 1969-től 1972-ig az MTA tudományos aspiránsa, az irodalomtudományok kandidátusa címet 1974-ben szerezte meg. 1972 és 1975 között az írószövetség munkatársa. 1975-től az ELTE Összehasonlító és Világirodalmi Tanszékének oktatója, 1978-tól egyetemi docens, 1986-tól tanszékvezető, 1988-ban nevezték ki egyetemi tanárnak. Közben 1982 és 1985 között az Université de Paris III (Sorbonne Nouvelle) vendégprofesszora.
1984-ben lett a Studies in Modern Philology sorozatszerkesztője, 1985-től az MTA Modern Filológiai Bizottság tagja, a Cahiers d’Études hongroises (Párizs) tudományos bizottságának tagja. Az irodalomtudományok doktora (DSc.) címet 1986-ban nyerte el.
1988-tól 1990-ig az Emberi Jogok Ligája magyar tagozatának főtitkára, az MDF külügyi bizottságának tagja. 1990-től 1994-ig Magyarország franciaországi nagykövete, egyben 1990–91-ben az Európa Tanács és az UNESCO nagykövete.
Ezután 1994-től az Université de Paris IV (Sorbonne) vendégprofesszora, 1998-tól 2005-ig ugyanott a komparatisztika professzora. A Centre de Recherche en Littérature comparée vezetőségi tagja, a közép-európai kutatócsoport vezetője. 1984 óta a Gallimard kiadó tanácsadója. 2006-tól az Európai regény 1960–2010 francia–magyar kutatócsoport vezetője.

## Munkássága
Kutatási területe egyrészt műfajtörténeti: két monográfiájával megalapozta a hazai önéletírás-kutatást, s több publikációja foglalkozik a novella poétikájával. Jelentős másrészt közvetítői tevékenysége: a francia irodalom egyik legjelesebb hazai ismerője. Francia és angol nyelvű publikációi főként műfajelméleti és komparatisztikai problémákat dolgoznak fel, köztük kiemelten a magyar és a világirodalom kapcsolatának kérdését.

## Díjai, elismerései
- Chevalier des Palmes académiques (1989)
- Grand Officier de l’Ordre National du Mérite (1994)
- Pro Literatura (2005)
- A Magyar Érdemrend tisztikeresztje (2014)
- Szent-Györgyi Albert-díj (2014)

## Főbb publikációi
- Saint-Exupéry (1971)
- Martin du Gard világa (1977)
- Az önéletírás (1978)
- Boccacciótól Salingerig (szerk., 1983)
- Zsendül-e a fügefa ága? (1984)
- The Autobiography (1984)
- André Malraux (1985)
- Magyar emlékírók (1989)
- Nagy francia regények (1989, 1999)
- Introduction à la littérature hongroise (1989)
- La Hongrie (1996) – japánul, hollandul, románul, bolgárul is
- Nouvelle poésie hongroise (szerk., 2001)
- Magyar Larousse I–II–III. (főszerk., 1991, 1992, 1994)
- Írástudók és próféták – Magyar írók a világirodalomban (2002)
- Qui est libre (szerk.) 2002
- Problématique de la littérature européenne (szerk., 2005)
- A kassai dóm – Közelítések Márai Sándorhoz (2008)
- Problématique du roman européen (szerk., 2009)
- Szenvedély és forma – Francia regénytörténet Voltaire-től Céline-ig (2011)
- Pascal örvénye, avagy a progresszió hullahegyei (2013)
- Kegyelmet a klasszikusoknak - Írások Gyergyai Albertről (szerk. Szávai Dorottyával, 2015)
- Romans européens depuis 1960, Réécritures et regard sur une histoire partagée (szerk., 2016)
- A követ minden követ követ - Fejezetek egy emlékiratból (2022)

## Főbb műfordítások
- La Rochefoucauld: Maximák
- Montesquieu: A rómaiak nagysága és hanyatlása
- Fromentin: Dominique
- Gide: Gondolatok Chopinről
- Giraudoux: Églantine
- Céline: Utazás az éjszaka mélyére, Halál hitelbe, Bohócbanda, London Bridge, Kastélyról kastélyra
- Yourcenar: Opus nigrum
- Tournier: Péntek vagy a Csendes óceán végvidéke
- Ernaux: Árulás, Egyszerű szenvedély

## Külső hivatkozások
- Publikációs jegyzék  http://compara.elte.hu
- Az írástudó és a próféta avagy a Jónás könyve mint újraírás  https://web.archive.org/web/20091114131038/http://www.kortarsonline.hu/0006/szavai.htm
- A létezés titokzatos magja  http://www.epa.oszk.hu/00300/00381/00081/szavai.htm
- Aletheia avagy nem találunk szavakat  https://web.archive.org/web/20110127184445/http://www.vigilia.hu/2006/5/szavai.htm
- Iteráció http://www.maraisandor.hu